# دوقية بريشا

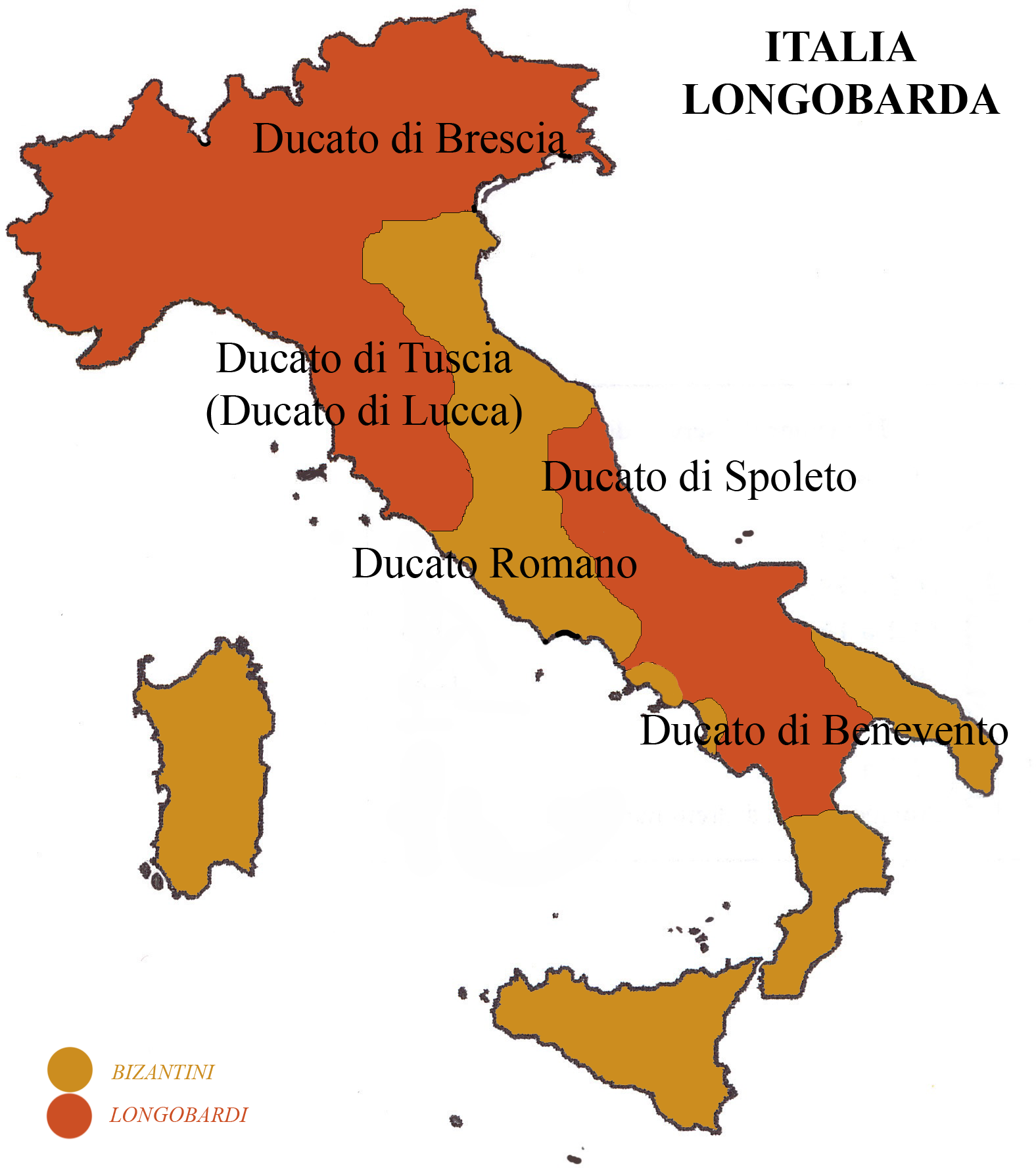

دوقية بريشـّـا إحدى الدوقيات التي أقامها اللومبارديون في إيطاليا. احتلت بريشا خلال المرحلة الأولى من غزو اللومبارد لشمال إيطاليا بين عامي 568 و569 ؛ بريشا (Brixia) هي واحدة من المدن التي توجد فيها أكبر وجود لومبارد و لعبت دور له أهمية أساسية في تاريخ مملكة اللومبارديين وأعرب عن الأفراد الملك روتاري و الملك ديسيديريوس.